# Pasquale Cicogna
Pasquale Cicogna (ur. 1509 – zm. 1595) – doża Wenecji od 1585.

## Życiorys
W 1586 roku doża ofiarował Pałac Grittich w Wenecji papieżowi Sykstusowi V jako siedzibę dla jego nuncjusza. (Akt donacyjny przechowywany w archiwach watykańskich został w 2004 roku skopiowany w postaci faksymile, czyli wiernej kopii, w 399 egzemplarzach i rozprowadzony wśród kolekcjonerów).